# Радинь-Підляський
Радинь (або Радин, Радзинь-Подляскі, давніше Козій Ринок, пол. Radzyń Podlaski) — місто в східній Польщі. Адміністративний центр Радинського повіту Люблінського воєводства.

## Положення
Місто розташоване на південному Підляшші, до 1946 року на українсько-польському етнічному пограниччі.

## Історія
1468 року вперше згадується православна церква в місті.
У часи входження до складу Російської імперії був центром Радинського повіту Сідлецької губернії.
За даними етнографічної експедиції 1869—1870 років під керівництвом Павла Чубинського, у місті переважно проживали польськомовні римо-католики, меншою мірою — греко-католики, які також розмовляли польською.
У 1917—1918 роках у місті діяла українська школа, заснована 19 листопада 1917 року, у якій навчалося 50 учнів, учитель — М. Тульчий.
У міжвоєнні 1918—1939 роки польська влада в рамках великої акції Ревіндикації перетворила місцеву православну церкву на римо-католицький костел.
Розпорядженням міністра внутрішніх справ 14 квітня 1934 року розширено територію міста — передані з ґміни Біла Радинського повіту: землі села Надвітнє і фільварку Надвітнє, землі фільварку Губернія, цегельня, урочище Рабштин фільварку Біла, палац з парком і луками, села Козиринок Старий і Козиринок Новий, землі фільварку Кути, землі шпиталю св. Кунегунди, цвинтар і землі католицької і колишньої православної парафій.
Під час Другої світової війни в Радині діяв відділ Українського Допомогового Комітету.

## Населення
Демографічна структура станом на 31 березня 2011 року:
|          | Загалом | Допрацездатний вік | Працездатний вік | Постпрацездатний вік |
| -------- | ------- | ------------------ | ---------------- | -------------------- |
| Чоловіки | 7837    | 1609               | 5565             | 663                  |
| Жінки    | 8396    | 1539               | 5206             | 1651                 |
| Разом    | 16233   | 3148               | 10771            | 2314                 |

## Відомі особи
- Фіалек Іпполит (1875—1936) — український радянський політичний діяч, член Української Центральної Ради.
- Кароль Ліпінський (1790—1861) — польський скрипаль, композитор і педагог, один з найвідоміших скрипалів світу усіх часів.